# Finnur Stefánsson
Finnur Freyr Stefánsson (Reikiavik, 29 de octubre de 1983) es un entrenador de baloncesto islandés. Actualmente entrena al Valur Reykjavík de la Úrvalsdeild karla, la máxima categoría del baloncesto islandés.

## Trayectoria
Con el KR Reykjavík, ganó la Úrvalsdeild karla cinco años consecutivos, de la temporada 2013-14 a la 2017-18.
Ocupó el puesto de entrenador asistente de la Selección islandesa desde 2014 hasta 2020, incluyendo los EuroBasket de 2015 y EuroBasket 2017.